# Фудзівара но Окікадзе
Фудзівара но Окікадзе (д/н — після 914) — середньовічний японський поет періоду Хейан. Один з «36 видатних поетів Японії» (Тридцять шість безсмертних поетів).

## Життєпис
Походив з аристократичного роду Столичних Фудзівара, гілки клану Фудзівара. Праонук поета Фудзівара но Хаманарі. Син середнього чиновника Фудзівара но Мітінарі. Про життя Окікадзе відомо замало. Ймовірно, мав гарну освіту з огляду на подальшу творчість.
900 року призначається радником губернатора провінції Саґамі. 902 року стає четвертим помічником (дзбусьо-сьо) міністра цивільного управління. 904 року — тимчасовим головним радником губернатора провінції Кодзуке, а 914 року — головним радником провінції Кадзуса. Невдовзі після цього отримав старший шостий ранг. Подальша доля невідома.

## Творчість
Складав вірші-вака, що увійшли до власної антології «Окікадзе-сю» та імператорських поетичних збірок «Кокін вака-сю» (17 віршів — № 101, 102, 131, 178, 301, 310, 326, 351, 567—569, 745, 814, 909, 1031, 1053, 1064), «Хякунін іс-сю» (1 танка — № 34).
Брав участь у поетичних турнірах того часу, найвідоміших з яких був «Тейдзі-ін утаавасе» («Поетичний конкурс в палаці Тейдзі») 913 року.